# StreetGears
『Street Gears』（ストリートギアーズ）は韓国エヌフレーバー社が製作したWindows向けMMORACEオンラインゲームである。2008年4月30日より日本でクローズドベータテストが実施されている。

## 概要
2008年5月4日現在、韓国・日本にてクローズドベータテストを実施終了、または実施中である。インラインスケートを履いて多人数でレースを行うスポーツレースゲームである。

## 特徴
従来のレースゲームは主にMO型が主体となっているが、ストリートギアーズにはMMO要素のある街（ストリート）が実装されているのが大きな特徴であり、ドリフトシティに非常に近い構成である。
- ストリートではクエストを受けたりトリック講習を受ける事ができる。また他プレイヤーとのコミュニケーションをとるためのチャットツールが提供されているが、文字入力にバグがあるため、スムーズなコミュニケーションに支障がある。

- クエストはプレイヤーキャラクターのレベルによって増加する。豊富なクエストが実装されているが、クエストをすすめる事ができないバグと思われるものも存在する。

- レースP2P方式を採用しており、最大8人で遊ぶことができる。スピードを競うスピードモードとアイテムを利用しながら着順を競うアイテムモードがあり、それぞれシングル戦（個人戦）とチーム戦がある。

- ストーリーが存在する。

## トリック
特定のコマンドを入力する事により、対応したトリックを発動させる事ができる。トリックを成功させる事により、ブースターを発動させるパワーゲージのパワーを貯める事ができる。
トリックはトリックツリーによって習得してゆき、習得したトリックはトリックスロットに装備する事で利用が可能となる。またトリックをアップグレードしてゆく事によって発動時間や前進距離などに影響が出てくる。
- グラインド
初期装備
- バッティング
初期装備
- バックフリップ
CB未実装
- フロントフリップ
- エアツイスト
- パワースイング
CB未実装
- グリップターン
- ダッシュ
- バックスケーティング
- ジャンピングステア
- パワースライド
- パワー ジャンプ
CB未実装

## キャラクター
現在プレイヤーキャラクターは2キャラ存在する。正式リリースでは4キャラクターの予定。
ルーキー
声 - 神谷浩史
利用できるキャラクター。17歳の少年。
ルナ
声 - 前田愛
利用できるキャラクター。21歳の女性。
ラッシュ
声 - 江川央生
利用できないキャラクター。現在はNPCとして登場。31歳の男性
ティッピー
声 - 金田朋子
利用できないキャラクター。現在はNPCとして登場。15歳の少女。